# Nymphalites scudderi
Nymphalites scudderi is een vlinder die bekend is als fossiel uit het mioceen van Colorado. De wetenschappelijke naam van de soort is voor het eerst geldig gepubliceerd in 1908 door Beutenmüller & Cockerell.